# ボールウェイン積分
数学において、ボールウェイン積分（英: Borwein integral）は関数sinc(ax) の積の積分である。ただし、ここでsinc(x)はsinc関数であり、0でないxに対しては sinc(x)=sin(x)/xとし、sinc(0)=1と定める。2001年にデイヴィッド・ボールウェインとジョナサン・ボールウェインによって提示された。これらの積分は、わかりやすいパターンを示すかと思いきや、やがてそれが崩れることで知られる。たとえば、以下のとおりである。
{\displaystyle {\begin{aligned}&\int _{0}^{\infty }{\frac {\sin(x)}{x}}\,dx=\pi /2\\[10pt]&\int _{0}^{\infty }{\frac {\sin(x)}{x}}{\frac {\sin(x/3)}{x/3}}\,dx=\pi /2\\[10pt]&\int _{0}^{\infty }{\frac {\sin(x)}{x}}{\frac {\sin(x/3)}{x/3}}{\frac {\sin(x/5)}{x/5}}\,dx=\pi /2\end{aligned}}}
このパターンは、次まで続く。
{\displaystyle \int _{0}^{\infty }{\frac {\sin(x)}{x}}{\frac {\sin(x/3)}{x/3}}\cdots {\frac {\sin(x/13)}{x/13}}\,dx=\pi /2}
ところが、次のステップではこのパターンが崩れてしまう。
{\displaystyle {\begin{aligned}\int _{0}^{\infty }{\frac {\sin(x)}{x}}{\frac {\sin(x/3)}{x/3}}\cdots {\frac {\sin(x/15)}{x/15}}\,dx&={\frac {467807924713440738696537864469}{935615849440640907310521750000}}\pi \\&={\frac {\pi }{2}}-{\frac {6879714958723010531}{935615849440640907310521750000}}\pi \\&\simeq {\frac {\pi }{2}}-2.31\times 10^{-11}\end{aligned}}}
一般には、3,5,...という数に限らず、それらの数の逆数の和が1より小さい任意の実数たちを用いても、同様に積分値がπ/2となる。上の例では、1/3+1/5+...+1/13<1だが、1/3+1/5+...+1/15>1である。
より長い列の例を挙げる。
{\displaystyle \int _{0}^{\infty }2\cos(x){\frac {\sin(x)}{x}}{\frac {\sin(x/3)}{x/3}}\cdots {\frac {\sin(x/111)}{x/111}}\,dx=\pi /2,}
だが、
{\displaystyle \int _{0}^{\infty }2\cos(x){\frac {\sin(x)}{x}}{\frac {\sin(x/3)}{x/3}}\cdots {\frac {\sin(x/111)}{x/111}}{\frac {\sin(x/113)}{x/113}}\,dx<\pi /2,}
である。これらの例とともに、このようなことが起こる理由の直観的な説明も示されている。

## 数式処理システムMaximaによるプログラムの例
```
/* 上記の最初の例 */
f(n) := if n=1 then sin(x)/x else f(n-2) * (sin(x/n)/(x/n));
for n from 1 thru 15 step 2 do　(
  print("f(", n, ")=", f(n) ),　
  print("integral of f for n=", n, " is ", integrate(f(n), x, 0, inf))
);

```

```
/* 上記の二つ目の例 */
for n from 1 thru 19 step 2 do　(
  print("g(", n, ")=", 2*cos(x)*f(n) ),　
  print("integral of g for n=", n, " is ", integrate(2*cos(x)*f(n), x, 0, inf))
);

```